# Cucina olandese

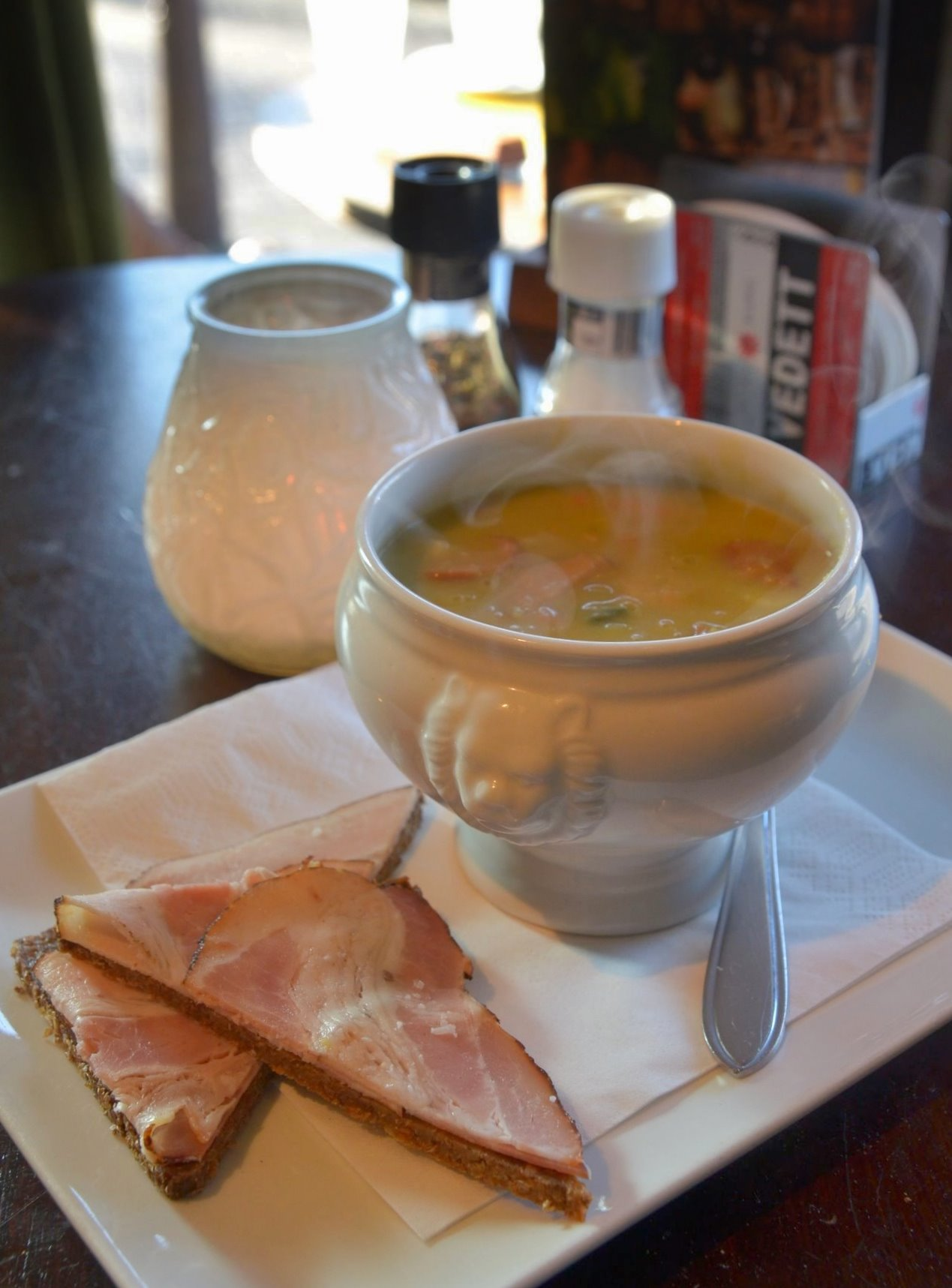
Zuppa di piselli servita con pane imburrato e pancetta.

La cucina nederlandese (Nederlandse keuken) rappresenta l'insieme delle tradizioni gastronomiche e alimentari sviluppatesi negli ultimi secoli nei Paesi Bassi. Caratterizzata per essere una cucina poco elaborata e ricca di calorie, deve parte del suo sviluppo anche al passato coloniale del paese, che l'ha messo in contatto con culture e quindi cucine differenti, quali quelle indonesiana, surinamese e antillana.

## Pasti
Generalmente, nei Paesi Bassi, come in molti altri paesi del nord Europa, il pasto principale è quello serale, tra le 18 e le 19, composto di solito da un piatto unico, preceduto eventualmente da una zuppa o seguito da un dolce. Per questo motivo i piatti in cui meglio si esprime la tradizione culinaria dei Paesi Bassi sono quelli unici. Molto spesso il pranzo è invece consumato fuori casa, è per questa ragione che nei Paesi Bassi esiste una forte tradizione legata al cibo da strada. I ristoranti, solitamente, fanno orario continuato dalle 11 alle 22.

## Ingredienti principali
L'industria alimentare dei Paesi Bassi si compone principalmente di cinque settori: produzioni agricole suddivise a loro  volta in: campo aperto, serra e frutta, allevamento e pesca.
- L'agricoltura in campo aperto comprende la produzione di patate, cavolo nero, barbabietole, fagiolini, carote, rape, cipolle, cavolo cappuccio, cavolini di Bruxelles, cavolfiore, indivia, spinaci, radicchio di Bruxelles, asparagi e lattuga. Recentemente si sono avute alcune iniziative tese ad incoraggiare l'interesse in vegetali "dimenticati" quali la portulaca, la nespola, la pastinaca e la scorzonera;

- L'agricoltura in serra comprende la produzione di pomodori, lattuga, cetrioli e peperoni;

- La coltivazione di frutta comprende le mele, pere, ciliegie, fragole e prugne;

- Gli olandesi allevano bovini sia per il latte che per la carne, pollame sia per le uova che per la carne, suini per la carne ed ovini per la lana e la carne. L'allevamento di capre è in crescita per il latte destinato alla produzione di formaggi. Tradizionalmente la carne di cavallo era in passato molto popolare, ma oggi quasi più prodotta;

- La pesca è soprattutto dedicata al merluzzo, aringa, platessa, sogliola, sgombro, anguilla, gamberi e all'allevamento di ostriche e mitili.

## Antipasti
Nei Paesi Bassi non esiste una cultura degli antipasti anche se, nell'attesa delle portate al ristorante è molto comune vedersi servire pane, che sarà invece assente per le portate principali, accompagnato da kruidenboter, un burro da spalmare sul pane, contenente prezzemolo, erba cipollina, aglio, pepe e sale. Varianti del kruidenboter sono il knoflookboter con un contenuto di aglio predominante e il citroenboter ai cui già citati ingredienti vengono aggiunti anche succo e scorza di limone.

## Primi piatti

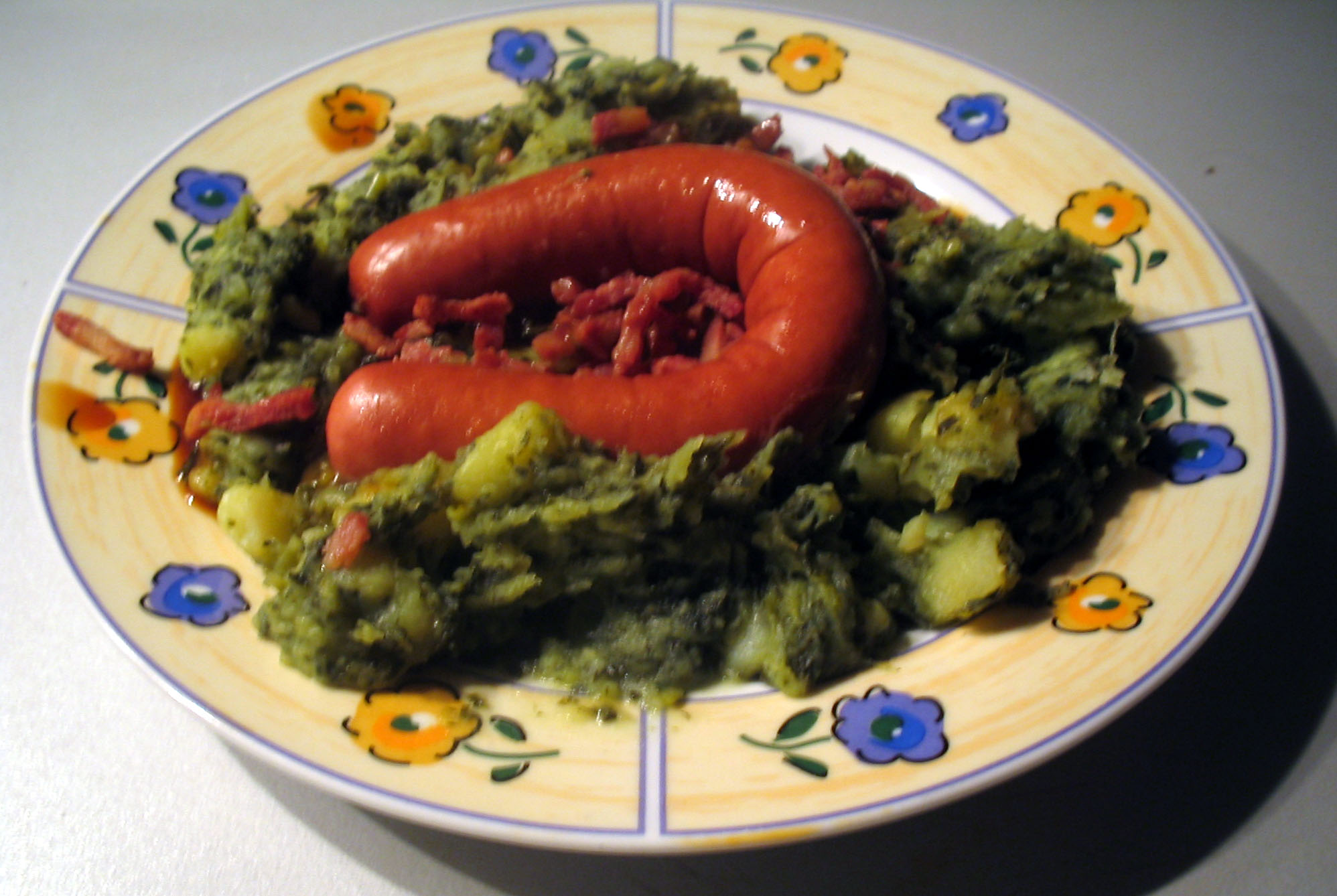
Stamppot di boerenkool (una verdura molto simile al cavolo nero) servito con rookworst.

Tra i primi piatti vanno citate le zuppe, quali l'erwtensoep (o snert) a base di piselli con prosciutto e salsiccia, la bruine bonensoep, zuppa di fagioli scuri, preparata anch'essa con prosciutto e salsiccia ma meno densa dell'erwtensoep e l'humkessoep a base di patate, fagiolini e fagioli bianchi.

## Secondi piatti
La cucina olandese è fortemente influenzata dalla disponibilità di pesce. Un ruolo di primo piano lo assume l'aringa (aringhe in salamoia chiamate Hollandse nieuwe o maatjesharing) e molto diffusi sono anche i mitili (mosselen) cotti al vapore con verdure ed il merluzzo, o altro pesce bianco, fritto in pastella (simile al pesce fritto del britannico fish and chips) che prende il nome di lekkerbekje se il filetto viene lasciato intero o di kibbeling se il pesce viene tagliato prima di essere pastellato. Molto comuni sono anche i pesci affumicati, ed in particolar modo l'anguilla (paling) e lo sgombro (makreel). Altro prodotto ittico molto comune sono quelli che nei Paesi Bassi vengono chiamati Hollandse garnaal (o Noordzeegarnaal), piccoli gamberi normalmente venduti già sgusciati e cotti.
Un ruolo importante giocano anche le carni, con il frikandel, una salsiccia molto speziata preparata con i residui della lavorazione del maiale, con il leverworst, salsiccia di fegato di maiale sia morbida e spalmabile che più dura ed affettabile, con le crocchette fritte chiamate bitterballen o kroket, a seconda che siano piccole a forma di pallina o grandi di forma allungata, fatte con un ripieno di crema densa e carne di manzo, ricoperte di uova, farina e pangrattato, il filet americain (nome olandese della tartara), l'hutspot preparato con carote e patate schiacciate, servito con un brasato di manzo chiamato klapstuk e con lo stamppot, a base di patate schiacciate e verdure (un solo tipo di verdura o più tipi insieme) accompagnato da salsiccia affumicata (rookworst) o polpettine.

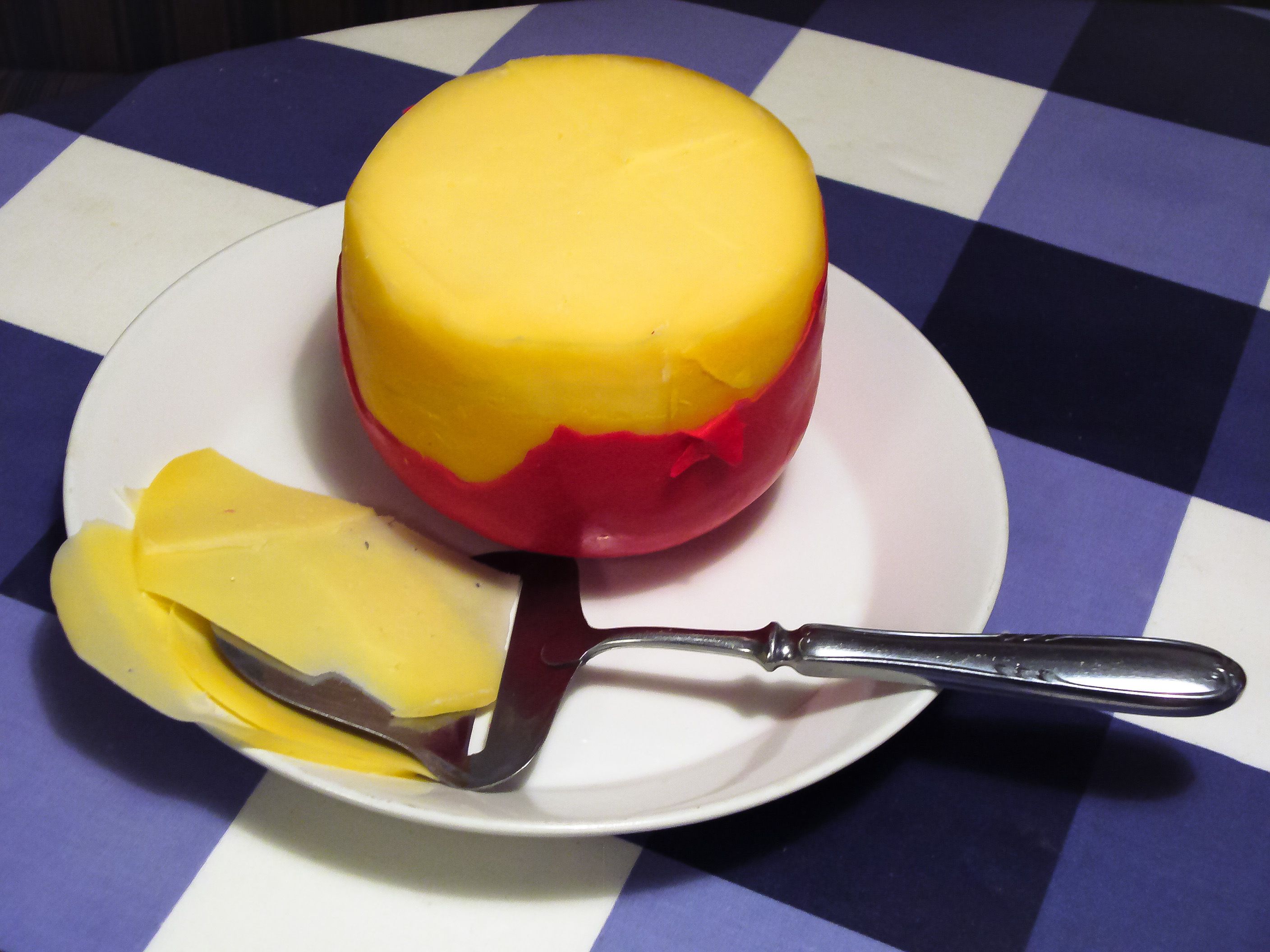
Formaggio edam, affettato col tipico kaasschaaf.

### I formaggi
La gastronomia del Paesi Bassi vanta un'importante produzione di formaggi, quali l'edam, prodotto nell'omonima città e da qui esportato anche fuori dai confini nazionali. I formaggi IGP sono il Gouda Holland e l'Edam Holland, mentre i formaggi DOP sono il Kanterkaas, il Kanternagelkaas, il Kanterkomijnekaas, il Boeren-Leidse met sleutels, il Noord-Hollandse Gouda e il Noord-Hollandse Edammer.

## Contorni
Per i contorni vengono utilizzate tradizionalmente le verdure tipiche del clima atlantico che caratterizza il paese. Possono essere ricordati lo stoemp, che la cucina olandese come altri piatti condivide con la cucina belga, e i coleslaw, un'insalata di cavoli ormai diffusasi in molti altri paesi.

## Piatti di origine coloniale

### Piatti di origine indonesiana
La cucina indonesiana, pur essendo molto popolare nei Paesi Bassi, in realtà ha perso molto della sua autenticità dato che i coloni olandesi, trovando i sapori dei piatti indonesiani troppo decisi, rivisitarono molti di essi secondo i propri gusti.
Un esempio è il rijsttafel, costituito da numerose portate e solitamente composto da piatti a base di riso combinato a varie pietanze quali pollo, carne, pesce, uova e verdure. Sia come portate del rijsttafel, sia come piatti singoli, i piatti più comuni della cucina indonesiano-olandese sono il babi pangang (maiale arrosto) e il babi ketjap (maiale marinato in salsa di soia), riso e spaghettini fritti con verdure, uova e maiale, noti rispettivamente come nasi goreng e bami goreng, accompagnati con il tjampoer (verdure in salamoia), i loempia, una variante indonesiana degli involtini primavera, i kroepoek (crackers di gamberi), e il seroendeng (cocco grattugiato con arachidi, cipolle fritte e spezie) il tutto insaporito con abbondante sambal (una salsa piccante di peperoncino).
Un piatto popolarissimo nei Paesi Bassi derivato dalla cucina indonesiana è il saté (spiedini, generalmente di pollo), servito con l'immancabile pindasaus (salsa di arachidi). Un dolce di origine indonesiana popolare nei Paesi Bassi sono i cosiddetti koeé, pasticcini e biscotti cotti al forno o al vapore.

### Piatti di origine surinamese
Il Suriname vanta una popolazione proveniente da diversi paesi e diverse culture, tra cui indiani, cinesi, indonesiani, europei, ebrei ed africani. Il risultato è una cucina estremamente varia.
Riso, roti e manioca costituiscono la base della maggior parte dei piatti, che, generalmente sono di pollo o di pesce. Tra i piatti surinamesi più comuni nei Paesi Bassi si ricordano il pom (un piatto di origine portoghese-ebraica fatto con un tubero, sostituto della patata conosciuto come tayer), lo zoutvlees (manzo salato) e il bakkeljauw (merluzzo essiccato). Questi vengono spesso accompagnati dal kouseband (una varietà lunga di fagiolo) o dall'okra. Le spezie tipiche sono i peperoncini Madame Jeanette, estremamente piccanti ed il masala (polvere di curry).

### Piatti di origine antillana
La cucina antillana, anche per le dimensioni ridotte delle isole caraibiche olandesi rispetto alle altre due ex colonie, gioca un ruolo minore nella cucina olandese. Sono comunque conosciuti ed apprezzati il funchi a base di polenta fritta, molto simile agli scagliozzi, e il pan bati (una sorta di pancake) serviti con carni stoba (carne stufata) o carne fritta. Degno di nota è anche il sopitu (un piatto di pesce e carne cotti in latte di cocco).

## Dolci

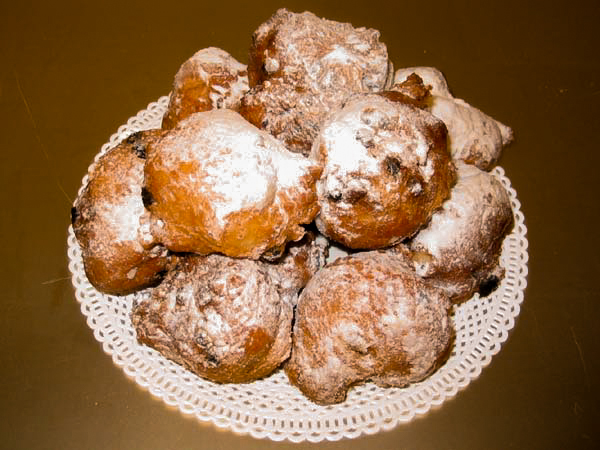
Le oliebollen servite con zucchero a velo

Tra i dolci devono essere ricordati i poffertjes, simili a dei piccoli pancake, ma più dolci e spessi, il moorkop, un popolare profiterole con panna montata, e lo stroopwafel, un grande biscotto ripieno di caramello. Tra i dolci natalizi va annoverato il kerststol, un pane dolce arricchito con uva passa e canditi. Tipico dolce da consumare a capodanno sono le oliebollen, delle frittelle a base di uova e farina. Simile alla crostata, rispetto al quale è però più sottile e più croccante, è il Limburgse vlaai. Degno di nota sono anche gli hagelslag, vermicelli al cioccolato simili alle codette di zucchero colorate utilizzate per guarnire i dolci..  Non può non essere inoltre citato il Vla, prodotto con il latte fresco e simile a un budino, ma in forma liquida.
Dalla tradizione coloniale del paese nelle indie, deriva lo spekkoek, una torta che contiene spezie come cannella, chiodi di garofano, macis ed anice.

## Bevande

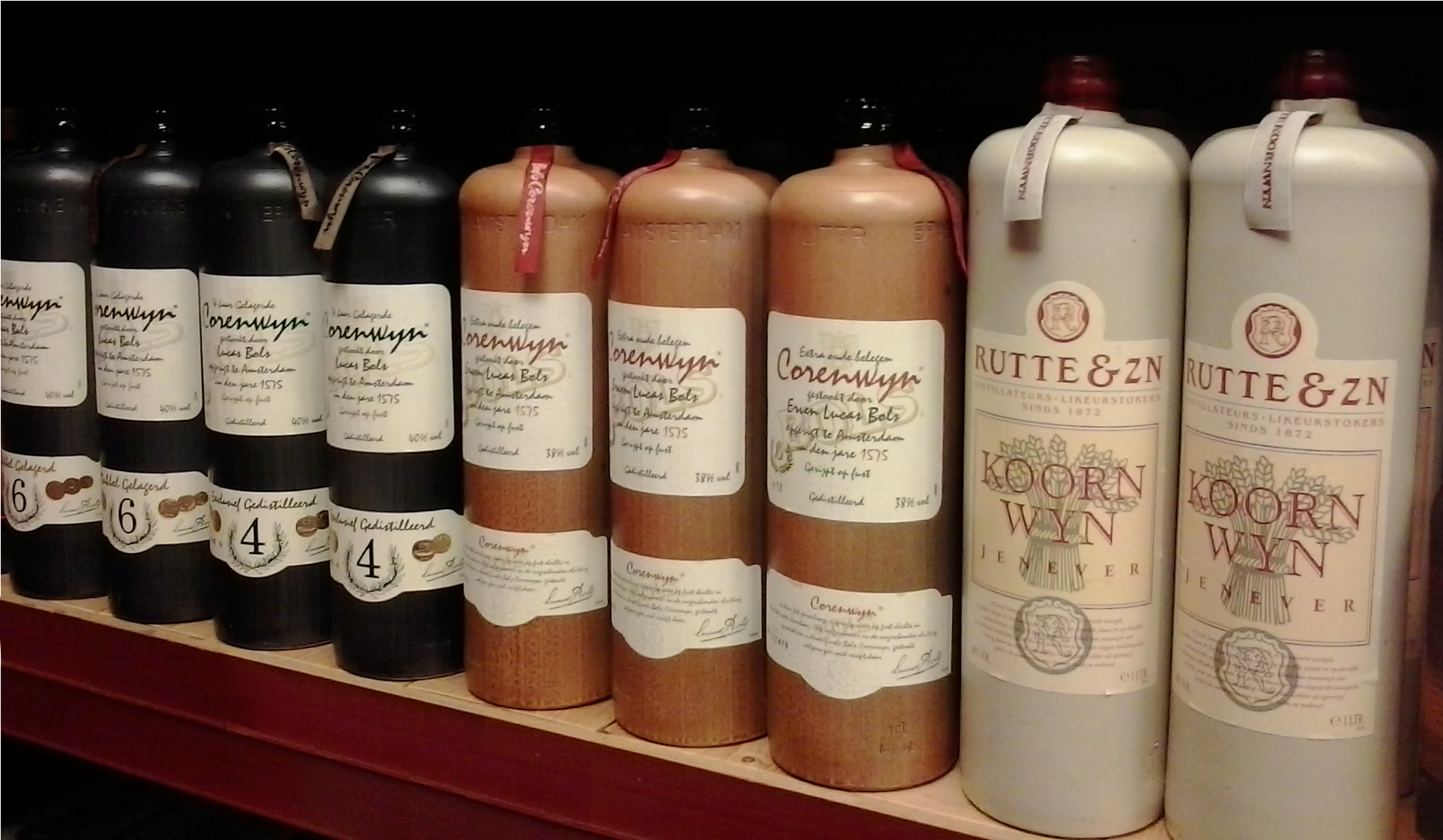
Tipiche bottiglie in terracotta di korenwijn

Molto frequentemente gli olandesi accompagnano i pasti con latte o un latte fermentato chiamato karnemelk. 
Una tipica bibita gasata dei Paesi Bassi è il cassis. Fu introdotta sul mercato da Hero nel 1938 ed oggi è ancora venduta, oltre che dal produttore originale, anche da altri, compresa la Coca-Cola Company con la Fanta Cassis. 
A livello mondiale, i Paesi Bassi hanno dato i natali alla birra Heineken, che rappresenta il tipo di birra maggiormente consumato: la lager. Vi sono anche altri tipi di stili di birra, quali le bock, le weizen, stout e porter. A Tilburg è prodotta l'unica birra trappista olandese: La Trappe.
Altre birre degne di nota sono la Grolsch e la Bavaria.
Tra i distillati i più diffusi sono il Jenever, un precursore del Gin, ed il Korenwijn, un distillato di cereali (orzo, segale e mais). Entrambe sono facilmente acquistabili nelle tipiche bottiglie di terracotta (kruik).

## Cibo da strada

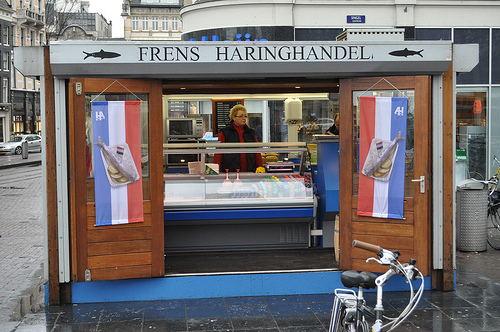
Chiosco di aringhe a Koningsplein Amsterdam

Buona parte delle specialità olandesi possono essere trovate in chioschi per strada. Nei chioschi di aringhe, generalmente, vi si possono acquistare, oltre alle aringhe da mangiare all'olandese, tenute con due dita per la coda, o in un panino (broodje) con le cipolle, altri broodjes con frikandel o kroket normalmente servite con la senape, oppure con gli Hollandse garnaal, il paling o il makreel, le patate fritte (chiamate patat al nord e friet al sud dei Paesi Bassi) servite con diverse salse e il kibbeling anch'esso servito con diverse salse.

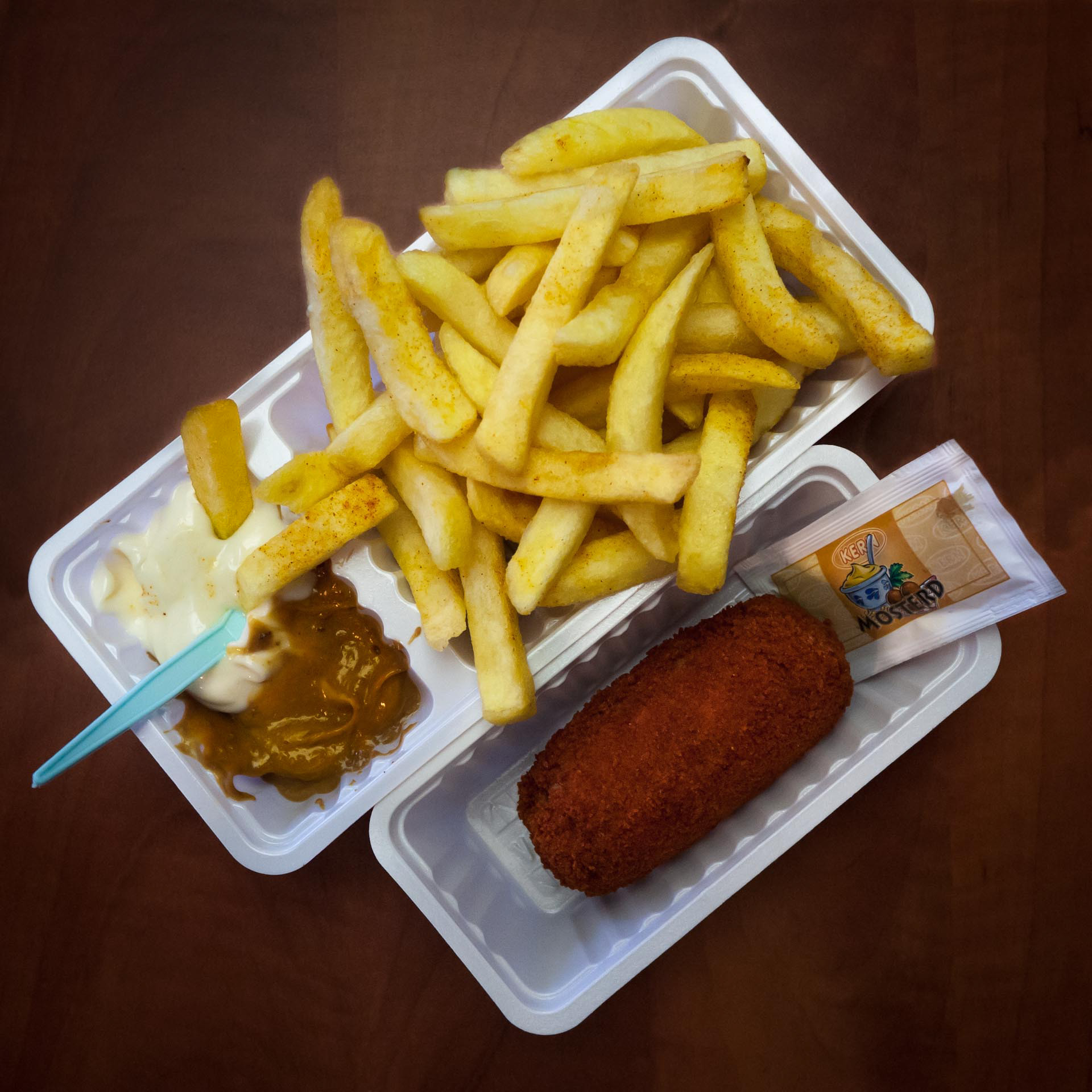
Tipico cibo da strada: patate fritte con maionese e pindasaus accompagnata da una kroket con una bustina di senape

La kroket è così popolare che, nei Paesi Bassi, McDonald's offre permanentemente nei propri ristoranti un panino simile al broodje met kroket chiamato McKroket.
Anche i dolci assumono un ruolo molto importante nel cibo da strada. È, infatti, molto frequente camminando per strada, imbattersi in chioschi che vendono stroopwafel e oliebollen.